# R Capricorni
R Capricorni är en pulserande variabel av Mira Ceti-typ i stjärnbilden Stenbocken. Stjärnan var den första i Stenbockens stjärnbild som fick en variabelbeteckning.
Stjärnan varierar mellan visuell magnitud +8,9 och 14,9 med en period av 343 dygn.

## Fotnoter
1. ↑  Variabelstjärnornas beteckningar börjar med bokstäverna R-Z, därefter A-Q , följt av RR-ZZ och AA-QQ, varefter de börjar betecknas med bokstaven V och ett ordningsnummer, från och med V335.